# Крапивная (приток Золотоношки)
Крапивная (укр. Кропивна) — левый приток реки Золотоношка, протекающий по Золотоношскому району (Черкасская область, Украина).

## География
Длина — 52, 47,6 км. Площадь водосборного бассейна — 324, 346 км². Русло реки в нижнем течении (село Крапивна) находится на высоте 84,6 м над уровнем моря. Река используется для сельскохозяйственных и бытовых нужд, рыбоводства.
Берёт начало в селе Бойковщина. Река течёт на юг. На 1929 год, согласно топографической карте М-36-89-А, нижнее течение двух рек представляет из себя систему водно-болотных угодий без чётко выраженного русла. На 1957 год впадала в реку Золотоношка на 5,4 км от её устья. Сейчас впадает в реку Золотоноша на 18-км от её устья, так как нижнее течение было преобразовано в канал с изменением траектории. Сухая Згарь и Крапивная сообщаются с сетью каналов впадающих в Золотоношку и Кременчугское водохранилище.
Долина корытообразная, шириной до 2 км, глубиной до 20 м. Пойма шириной до 200 м. Русло слабо-извилистое, пересыхает в среднем и верхнем течении. Русло в нижнем течении преобразовано в магистральный канал (шириной 10 м и глубиной 1,8 м), служит водоприёмником, разветвляется на несколько каналов впадающих в Золотоношку и Кременчугское водохранилище, сообщается с рекой Сухая Згарь. На реке созданы пруды. Питание смешанное, преимущественно снего-дождевое. Ледостав длится с начала декабря до начала марта. Вода гидрокарбонатно-кальциевая.
Пойма заболоченная с луговой или тростниковой растительностью, возле Мехедовки глубина болота 0,8 м.
Реку между сёлами Чернещина и Мехеовка пересекает магистральный газопровод Уренгой — Помары — Ужгород.
Притоки: левый балка Ирклеевская Долина.
Населённые пункты на реке (от истока до устья):
1. Бойковщина
2. Мехедовка
3. Чернещина
4. Зоревка
5. Лукашовка
6. Хрущовка
7. Синеоковка
8. Крупское
9. Щербиновка
10. Малиевка
11. Крапивна
12. Деньги